# En face
Pour plus de détails, voir Fiche technique et Distribution.
En face est un film français réalisé par Mathias Ledoux, sorti le 9 février 2000. Un film distribué et produit par la société Carrere Group D.A..

## Synopsis
Jean et Michelle, un jeune couple habitant sur la butte Montmartre à Paris reçoit en guise de testament la riche demeure bourgeoise située en face de chez eux à la suite de la mort du vieux propriétaire qui leur est inconnu. Clémence, qui continue à vivre dans cette demeure entretient une relation ambiguë et à connotation lesbienne avec Michelle et surtout mystérieuse avec le couple dès son emménagement.

## Fiche technique
- Titre : En face
- Réalisation : Mathias Ledoux
- Scénario : Valérie Guignabodet
- Production : Claude Carrère, Guillaume Godard, Patrick Gouyou-Beauchamps et Thierry Peronne
- Musique : Gekko
- Photographie : Stéphane Le Parc
- Montage : Jean-Pierre Balesi
- Pays d'origine :  France
- Format : couleurs - 1,85:1 - Dolby - 35 mm
- Genre : thriller
- Durée : 90 minutes
- Dates de sortie : 9 février 2000 (France), 26 juillet 2000 (Belgique)

## Distribution
- Jean-Hugues Anglade : Jean
- Clotilde Courau : Michelle
- Christine Boisson : Clémence
- José Garcia : Hugo
- Danièle Lebrun : La fille en rouge
- Jean Benguigui : Henri de Villard
- Emmanuel Salinger : Inspecteur Ruault
- Laurence Février : Ghislaine de Villard
- Daniel Dublet : Le notaire
- Ariel Wizman : Vet
- Anne Loiret : Victoria
- Gérard Bôle du Chaumont : Assistant inspecteur
- Jérôme George : Technicien vidéo
- Hélène Rodier : Portier
- Frédéric Norbert : Fleuriste